# 甘地嘉峰
甘地嘉峰（羅馬化：Kāṅṭēgā）是一座位於尼泊爾薩加瑪塔國家公園的山峰，高6685公尺。因山形獨特，其名的雪巴語意為「鞍之雪山」。

## 資料來源
1. 1 2  Nepa Maps (Pvt.Ldt. ), NE517: Everest Base Camp & Gokyo, Kathmandu, Nepal, 2013
2. ↑  .   [2009-03-17]. （原始内容存档于2020-05-04）.